# 와규

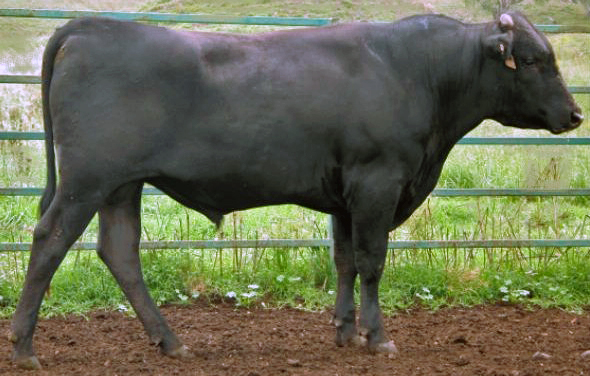
와규

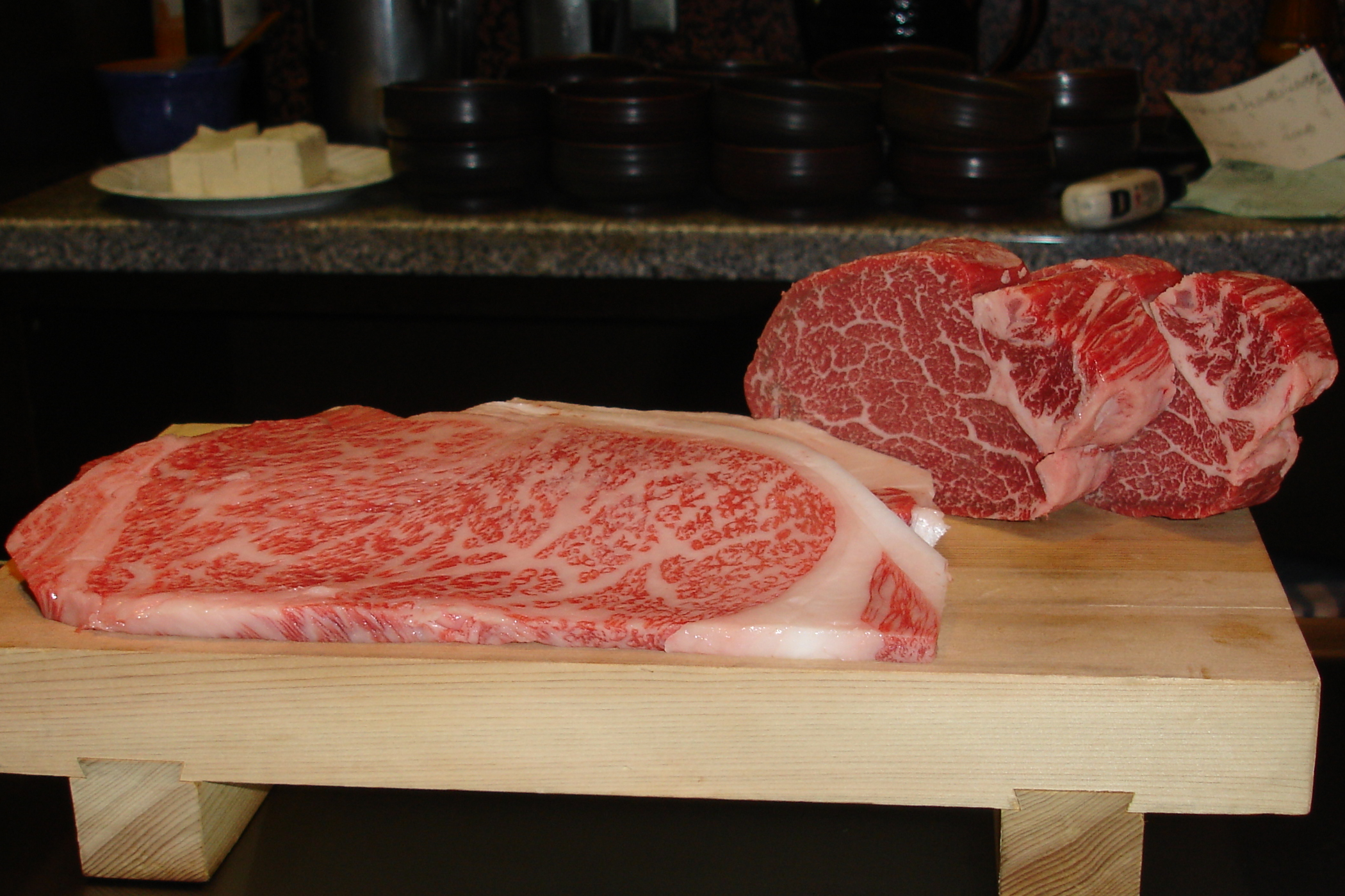
고베규

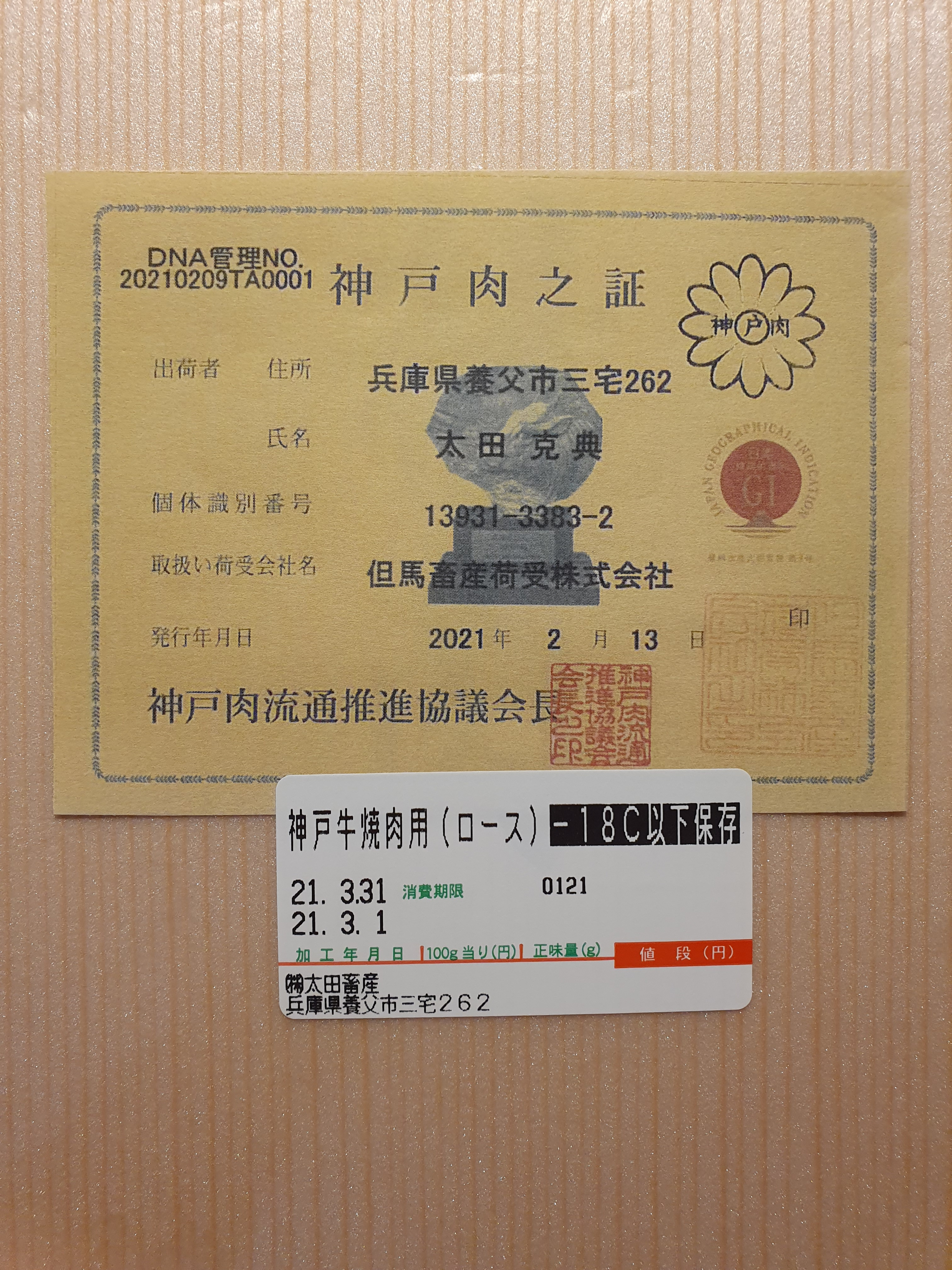
고베 쇠고기 인증 증명서

와규(和牛) 또는 화우는 일본 토종 소를 바탕으로, 한국 등 일본 국외의 소 품종과 교배되어 만들어진 품종군이다. 구체적으로는 흑모화종, 갈모화종, 일본단각종, 무각화종 등 4품종을 가리킨다. 1976년에 미국 콜로라도주에서 연구 목적으로 채취한 와규의 정자와 배아가 다른 나라들로 유출되어, 오스트레일리아나 미국 등지에서 타 품종과 교배시킨 혼합우(混合牛)가 와규란 이름으로 일본산보다 시장에 더 많이 나와있기 때문에, 이와 구별하기 위해 일본 정부는 공식인정을 시행하고 있다.

와규의 유명한 품종중 하나로 다지마소(tajima)가 있는데 효고현에서 사육되는 다지마 소는 고베 비프라고 불린다. 현재 와규 종자가 외국으로 반출되어 블랙앵거스 품종과의 잡종 와규가 미국이나 오스트레일리아에서 사육되고 있다. 일본 정부는 일본 내에서는 일본에서 자란 와규만 와규라는 이름을 쓸 수 있도록 하고 있다.
와규 종은 유전적으로 고기에 오메가-3와 오메가-6 지방산을 일반 소고기보다 높은 비율로 함유하고 있다. 또 고기 자체에 마블링의 비율이 높아져 불포화 지방과 포화 지방의 비중도 높다.
일본 흑우의 90% 이상은 일본에서 다 자란 성체이다. 도토리, 다지마, 시마네, 오카야마 쪽 품종이 유명하다. 일본 황우는 흑우와 함께 와규의 대표 품종으로 고치와 구마모토 쪽 품종이 알려져 있다. 단각우는 일본에서 사육되는 소 중에서 1%도 차지하지 않을 정도로 소수품종이라고 할 수 있다.
한편 와규를 기를 때 소를 마사지해주거나 맥주를 사료로 주면 육질이 더욱 좋아진다는 속설이 있으나 이는 무관한 것으로 알려져 있다.

## 역사

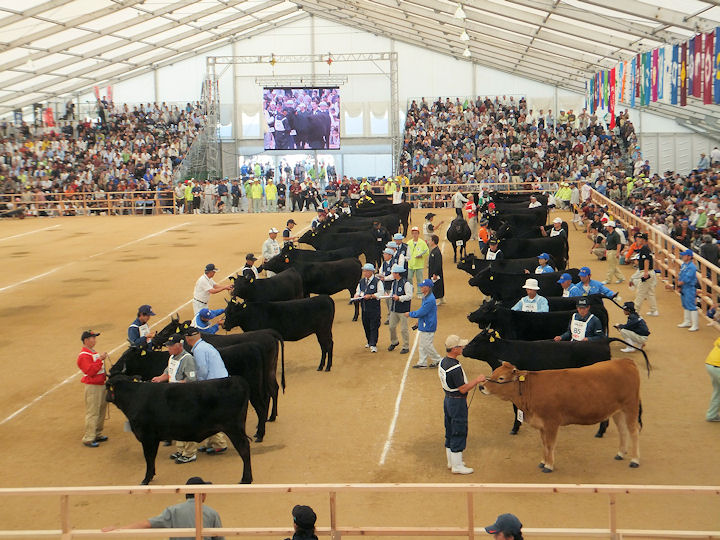
일본 나가사키현 사세보시에서 열린 제10회 전국 와규 능력 공진회의 와규들

### 에도 시대의 재래소
일본에는 고대에 소가 도입되어 수백년간 이용되어왔다. 이 소는 계통적으로는 북방계 타우로스 아종(Bos tauros tauros)이며, 인도계인 제브소(Bos primigenius indicus)의 혈통은 들어가 있지 않다.
가마쿠라 막부 때에는 《국우십도(国牛十図)》가 저술되어 품종까지는 아니더라도 산지에 따라 소의 형질 차이가 있다는 사실이 인지되고 있었다.
에도 시대의 주고쿠 지방에서는 적극적으로 근친교배를 시켜서 '덩굴'이라는 의미의 「츠루(蔓)」 품종군을 개발해 높은 품질과 가격으로 거래되었다. 당시 일본에서는 육식과 우유가 보편화되지 않았기 때문에, 당시 높은 품질이라고 하면 건강하고 일을 잘하는 소를 의미하였다.

### 개량종과 와규

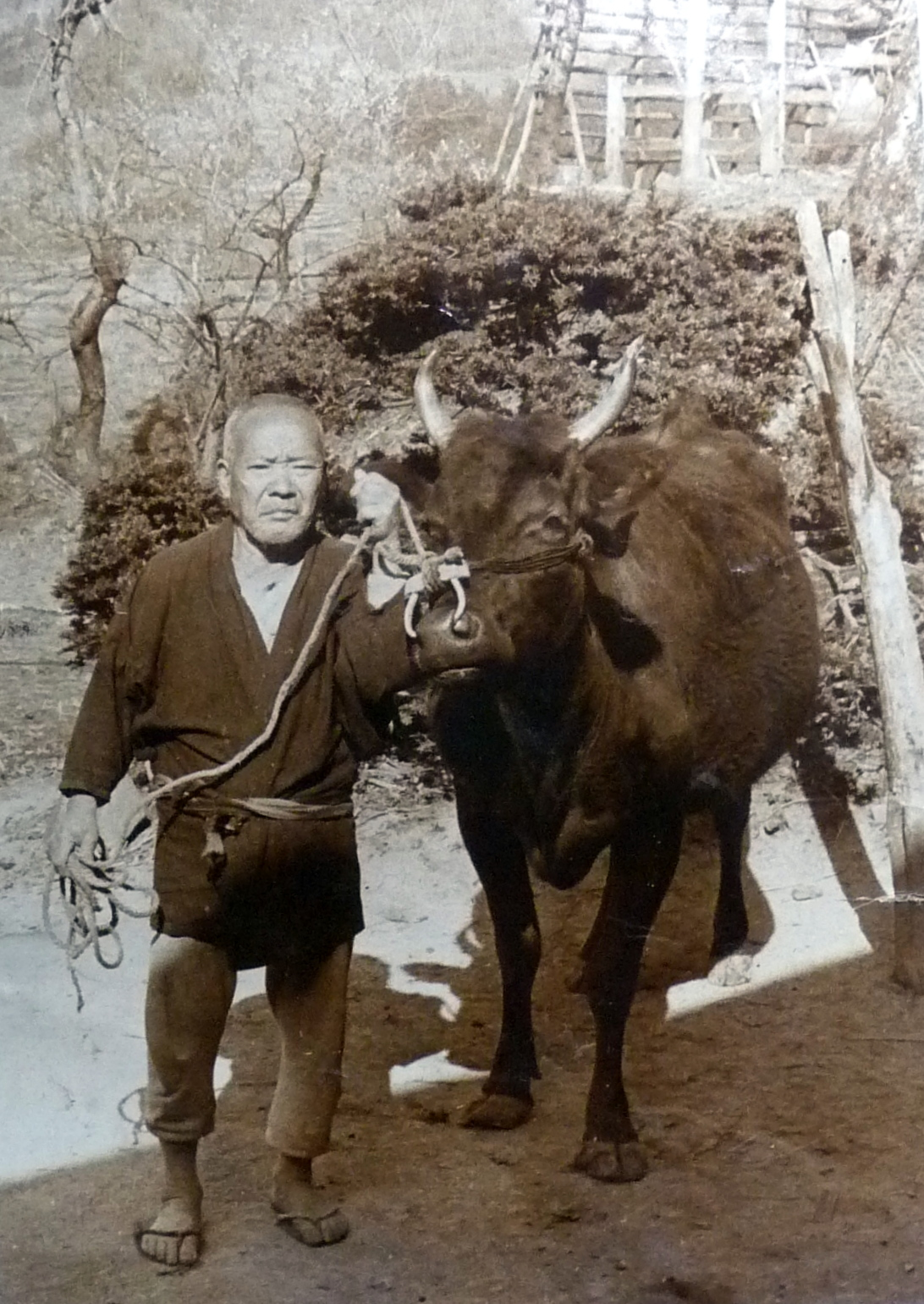
타지리 마츠조(田尻松蔵)와 타지마우시(但馬牛)인 후쿠에. 명우 타지리의 엄마 소.

보통 와규라고 하면, 메이지 시대 이후 국외에서 도입된 품종과 재래종간의 교배로 만들어진 품종을 의미한다. 메이지 정부는 유럽과 미국 등지에서 뛰어난 품질의 소를 수입하여 이를 일본의 재래종과 교배시켜 품종을 개량하려고 하였다. 대부분은 쇠고기를 겸하여 얻고자 한 품종이었는데, 이는 메이지시대가 되어 생겨난 새로운 수요에 대응하기 위함이었다. 그러나 농가에서 실제로 필요로 했던 노동력 면에서는 특별한 향상이 이루어지지 않았다.
1912년부터는 "태어난 소의 자질을 판별하여 뛰어난 소를 늘려나간다"는 목표 하에 본격적인 품종개량이 시작되었다. 그 베이스가 된 것은 당시 각지에서 사육되고 있던 일본 소였는데, 이미 외국 소의 피가 상당 부분 섞여있었기 때문에 순수한 일본의 재래소라고는 볼 수 없었다. 그래서 이를 개량화종(改良和種)이라 칭하였다. 개량의 목표는 더 나은 노동력과 더 나은 고기를 모두 얻는 데에 있었다. 개량에 성과를 보여 별도의 품종군으로 분류할 만한 형질이 관찰되기 시작한  보이기 시작한 1944년, 이 개량화종을 흑모화종, 갈모화종, 무각화종의 3품종으로 구별한 뒤 총칭하여 와규(和牛)라 하였다. 이후 1957년에 일본단각종이 추가되어, 총 4품종으로 구성된 와규가 성립하였다.
당시 정부는 품종개량에 몰두하여 순수한 재래소를 남기고자 하는 생각이 없었다. 일본의 소는 외국 품종과의 교잡종이 되었는데, 개량화 이전의 재래소가 우연히 두 군데의 섬에서 살아남았았다. 야마구치현 하기시의 미시마우시(見島牛)와, 가고시마현 도시마촌의 쿠치노시마우시(口之島牛)가 바로 그것이다. 미시마우시는 나라의 천연기념물로 지정되어 있다.

### 고급육우로서의 와규

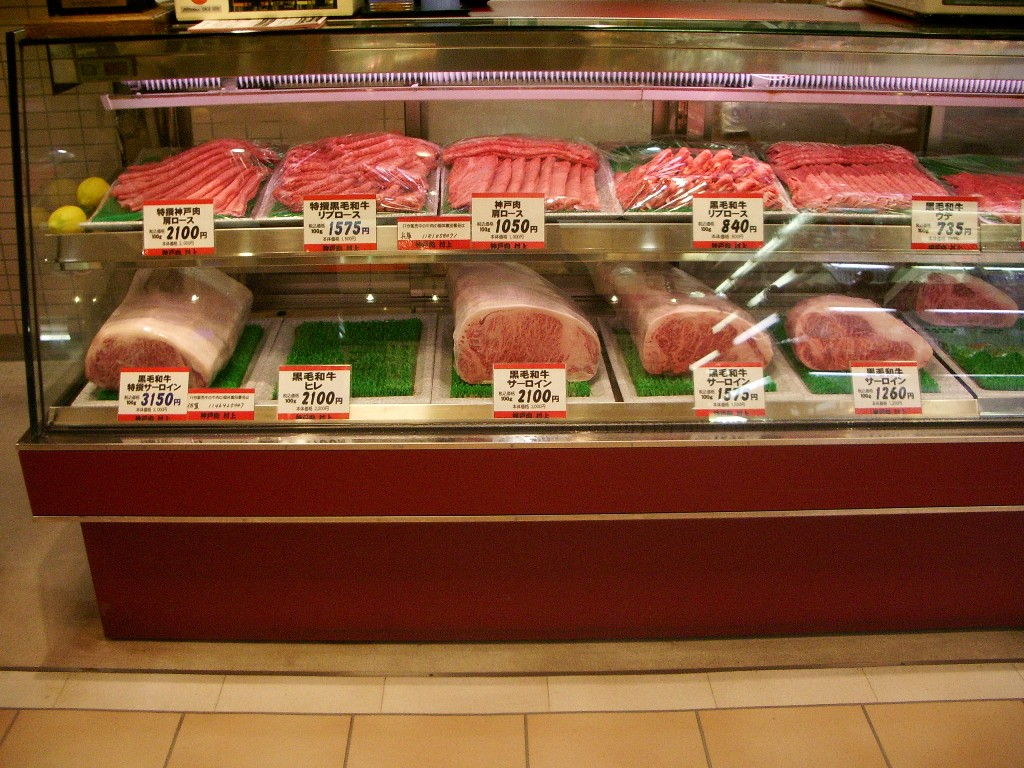
와규 고기를 판매하는 정육점

소의 일은 주로 경작과 운반이었는데, 20세기 후반에 트랙터와 트럭으로 그 역할이 완전히 대체되었다. 증가하는 우유 소비에 대응하기 위해서, 우유 생산량이 많은 외국산 품종인 홀스타인종이 사육되었는데, 여기에 와규가 나설 자리는 없었다. 이 때문에 1960년대에 와규의 사육 목적이 '노동력과 고기 겸용'에서 '고기 전용'으로 바뀌어갔다.
일본 재래종의 성질을 계승하는 와규는 비육을 하면 근육에 지방이 섞이기가 쉽다. 이러한 특징은 소의 건강이나 노동력에 유리한 성질은 아니었지만, 육식이 보편화되면서 타품종의 소고기에서는 얻을 수 없는 부드러움과 감칠맛으로 이어진다는 것이 밝혀졌다. 일을 하는 가축으로서의 역할이 사라지자, 마블링이 많은 고기를 생산하기 위한 와규 사육과 품종개량이 이루어졌다. 특히 1991년에 소고기 수입이 자유화되자 어정쩡하게 싼 가격으로는 외국산 소고기에 대항할 수 없게 되어, 마블링이 이루어지기 쉬운 흑모화종을 고품질, 고가격으로 생산하는 경향이 강해졌다.
고급 소고기로서의 와규 수출은 1990년대에 시작되었는데, 2000년에 발생한 광우병으로 인해 각국으로부터 수입이 금지되어 일시적으로 중단되었다. 2012년에 미국에서, 2013년에 유럽 연합에서 수입금지가 해제되고부터는, 수출량과 수출액 모두 상승하였다. 2017년에는 대만에서 수입금지가 해제되면서 와규 수입 붐이 일어났다. 중국은 2017년에도 수입을 금지하고 있는데, 캄보디아로 우회하여 수입하고 있을 가능성이 지적된다.

## 와규의 범위

### 와규의 정의

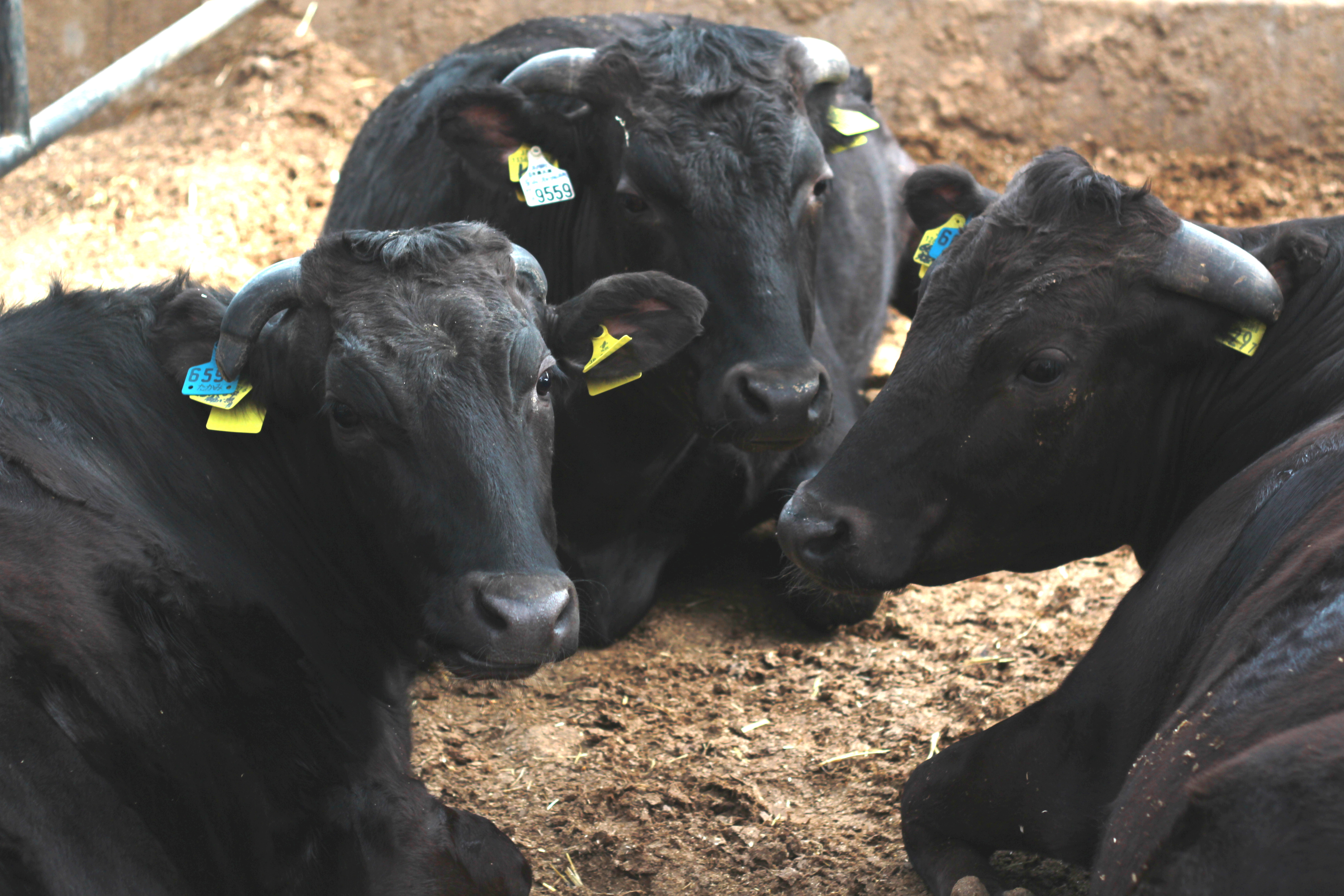
효고현 북부의 한 농장에서 기르고 있는 타지마 흑우

공정경쟁규약(公正競争規約)이란 제도에 의거하여, 일본 식육업계가 만들고 공정거래위원회가 인정한  「식육의 표시에 관한 공정경쟁규약 (食肉の表示に関する公正競争規約)」 제10조의 시행규칙에서는, 다음의 식육에 대해 와규의 표기를 인정하고 있다. 이 규칙에 따르면 교잡종은 그 구체적인 내력을기록하도록 요구한다.
- (1) 흑모화종(일본어: くろげわしゅ 쿠로게와슈[*])

- (2) 갈모화종(일본어: 褐毛和種 아카게와슈[*])
- (3) 일본단각종(일본어: にほんたんかくしゅ 니혼탄카쿠슈[*])
- (4) 무각화종(일본어: むかくわしゅ 무카쿠와슈[*])
- (5) (1)~(4)의 품종 간 교배에 의해 만들어진 교잡종
- (6) (5)와 (1)~(5) 간 교배에 의해 만들어진 교잡종(交雑種)

일본에서 소의 종류를 따지지 않고 사육된 소의 고기에는 와규란 이름을 붙이지 않고  국산우육(国産牛肉)이란 이름으로 유통된다. 그 대부분은 와규와 젖소의 교잡종(交雑種) 및 쓸모가 없어진 젖소이다. 가격이 높은 순서대로 나열해보면, 와규, 와규와 교잡된 국산우(国産牛), 기타 국산우, 외국산 소고기 순이 된다.
위 내용은 일본 국내의 규칙이므로 외국에서의 생산/유통에는 적용되지 않는다. 실제로 와규가 외국으로 건너가 그 혈통을 남긴  외국산 와규도 존재한다. 오스트레일리아, 뉴질랜드, 미국, 캐나다 등지에서는 일본의 와규에서 유래한 와규가 사육되고 있는데,  「WAGYU」 란 이름으로 고급 소고기로서 판매되고 있다. 다만, 와규와 다른 육우 간의 교배에 의해 만들어진 교잡종(交雑種)도  「WAGYU」 의 범주 안에 포함되어 판매되고 있다.

### 와규의 등록
일본에서는 1948년에 전국와규등록협회(全国和牛登録協会)가 설립되어, 흑모화종, 갈모화종, 무각화종의 소가 모두 여기에 등록되고 있다. 갈모화종 중 구마모토계(熊本系)는 1952년부터 아카게와규등록협회(褐毛和牛登録協会)에 등록되는데, 이 협회는 이후 개칭되어 현재의 일본아카규등록협회(日本あか牛登録協会)가 되었다. 일본단각종(日本短角種에 관해서는 1957년에 설립된 일본단각종등록협회(日本短角種登録協会)가 등록을 맡고 있다.
소의 등록제도는 '소의 개체식별을 위한 정보의 관리 및 전달에 관한 특별조치법 (牛の個体識別のための情報の管理及び伝達に関する特別措置法)'에 근거한 '소 트레이서빌리티 제도(牛トレーサビリティー制度)'에 의해 강화되고 있다. 일본에서 사육되는 소는 소고기가 되어 소비자 손에 들어갈 때까지 개체식별번호가 붙여진다. 일본 농림수산성의  「식육의 표시에 관한 검토회 (食肉の表示に関する検討会)」 는 2007년 3월에  「와규 등 특색이 있는 식육의 표시에 관한 가이드라인 (和牛等特色のある食肉の表示に関するガイドライン)」 을 공표하였다. 이 가이드라인에 따르면, 상기의 품종 요건을 각종 등록서로 증명할 수 있는 것뿐만 아니라, '소 트레이서빌리티 제도'로도 증명할 수 있는 소의 고기만이 와규(和牛)로 표시되어 판매될 수 있다고 한다. 이에 따라 일본 국내에서  「외국산 와규」 가 와규(和牛)로서 유통되는 것이 사실상 불가능하게 되었다.

## 일본의 와규

### 품종과 브랜드
현재 일본에서 고기 용도로 사육되는 소의 대부분은 와규이며, 그 와규의 대부분은 흑모화종이다. 흑모화종이 주류가 된 이유는, 마블링이 쉽게 형성되기 때문이다. 외국산 품종에는 없는 성질이기 때문에, 흑모화종은 고가격/고품질의 소고기로서 외국산 소고기와 차별화된다. 다른 3품종의 와규가 일률적으로 흑모화종(黒毛和種)보다 뒤떨어진다고는 말할 수 없지만, 마블링소가 아니면 외국산 소고기와의 혹독한 가격경쟁에 노출되기 때문에, 사육되는 소의 숫자가 계속해서 감소되어 왔다. 이에 따라 현재 사육되는 소의 개체수는 다음과 같다.
- 흑모화종: 159만 4천 마리[25]
- 갈모화종: 20만 4백 마리[25]
- 일본단각종: 수천 마리
- 무각화종: 약 200마리

산지마다 각각 브랜드 와규가 있는데, 고베규와 마츠사카우시가 유명하다.

### 와규 농가

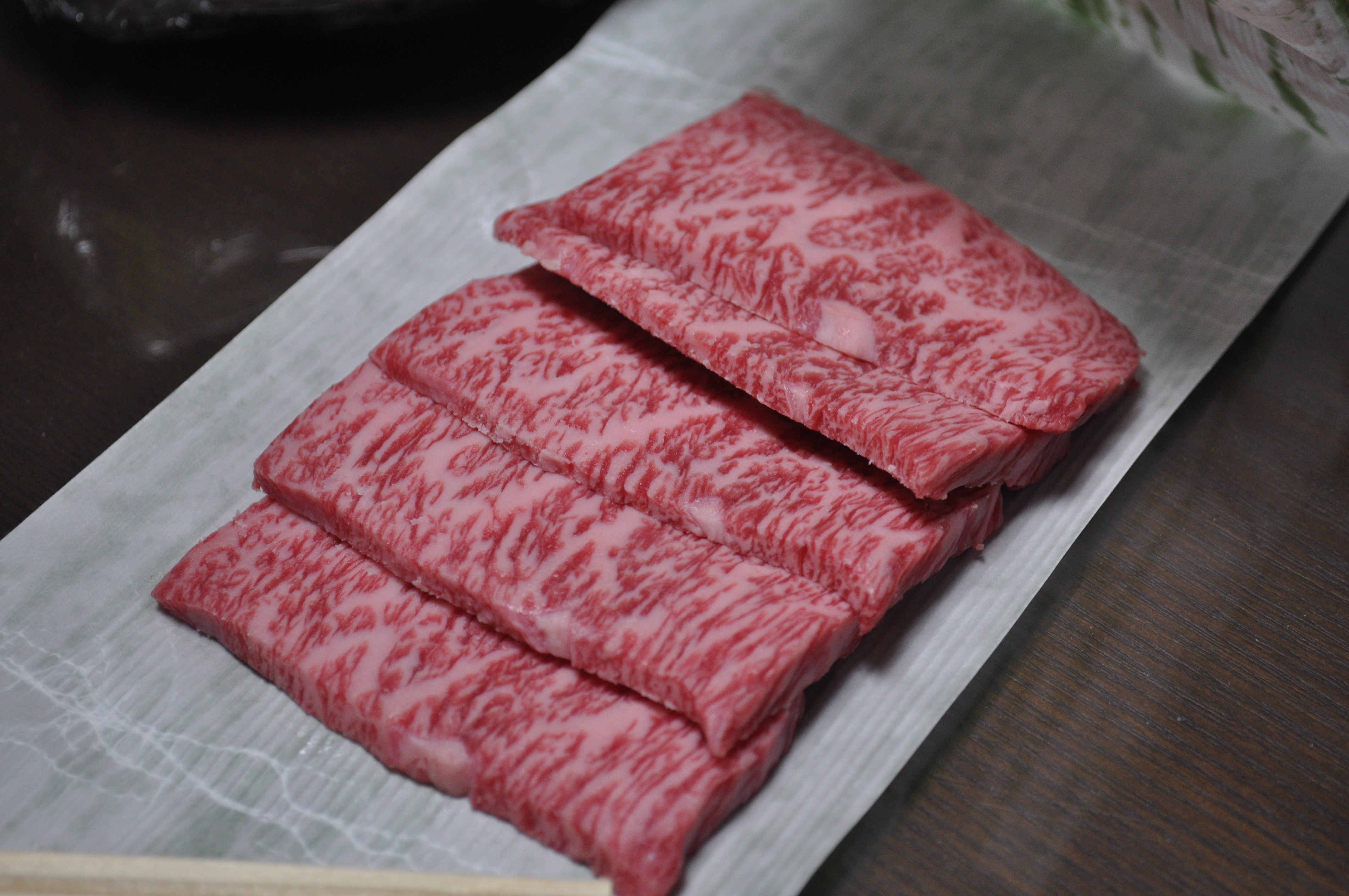
한겹씩 잘라낸 1등급 마쓰사카 와규. 이처럼 마블링이 뚜렷한 것이 와규의 특징이다.

현대의 와규(和牛) 농가는 주로 번식농가와 비육농가로 나누어진다.
번식농가는 '코토리 경영(子取り経営)'이라고도 불리는데, 어미소와 그 어미소에게서 나온 송아지를 사육하면서, 송아지를 팔아 경영한다. 12개월령 이상의 번식능력을 가진 암소인 어미소에게 우량종의 수컷을 교배시키는 방식의 타네즈케(種付け) 또는 대리모 출산을 하여 송아지를 낳게 하여 수개월간 키운 뒤 경매에 내놓는 것이다. 경매의 종류로는 약 3개월령으로 출하하는 '스몰 시장(スモール市場)'과 약 9개월령으로 출하하는 '모토우시 시장(素牛市場)'이 있다.
비육농가에서는 고기 용도로 송아지를 살찌워 '식육 센터(食肉センター)'로 출하하는 방식으로 경영한다. 가축시장에서 열리는 경매에서, 비육용으로 키운 약 3개월령의 '스몰 소(スモール牛)' 또는 약 9개월령의 모토우시(素牛)를 구입하여, 농후사료를 중심으로 급여함으로써 체중을 늘려 마블링을 넣고, 약 30개월령까지 비육한 뒤 출하한다. 경매의 종류로는 '식육 센터'에서 도축하여 머리, 꼬리, 다리를 잘라내고 껍질과 내장을 제거한 뒤 남은 고깃덩이인 지육 상태로에서 마블링, 고기의 중량 등의 정보를 실제로 보면서 경매를 하는 지육시장과, 살아있는 상태의 소를 보고 마블링, 중량 등을 구매자가 예측하여 경매를 하는 생체 시장이 있다.

## 국외로 유출된 와규
일본 정부는 1940년대에 와규 품종을 규정한 뒤, 정통성을 지키기 위해서 와규 자체는 물론이고, 와규의 정자와 배아의 수출도 엄격히 금지하는 유출저지정책을 시행해왔다. 그러나, 1976년에 미국 콜로라도주에서 연구 목적으로 데리고 온 와규들을 악용하여, 1990년대까지 상당량의 와규의 정자와 배아가 다른 나라들로 유출되었다. 오스트레일리아가 현재 와규와 교배시킨 품종으로 일본을 뛰어넘는 와규 수출국이 된 이유가 이것이다. 일본의 농축산업진흥기구(農畜産業振興機構)에 따르면, 2015년 기준으로 다른 품종과 교배된 혼혈와규도 포함시켜서 오스트레일리아가 약 25만 마리, 미국이 약 5만 마리를 사육하고 있다고 한다. 일본의 정통 와규는 그 대다수가 국내에서 소비되고 남는 물량이 주로 홍콩과 타이완, 캄보디아 등의 아시아에 집중적으로 수출되고 있는 것과 달리, 오스트레일리아와 미국의 와규는, 유럽과 남미까지 포함하여, 전 세계로 수출되고 있다. 일본의 와규가 일본 국내에서 대부분 소비되고 있는 것과 달리, 오스트레일리아의 혼합우(混合牛)는 약 85~90%가 해외로 수출되고 있기 때문에, 오스트레일리아의 1년당 혼합 와규의 수출량은 일본의 10배에 가깝다.

### 오스트레일리아
오스트레일리아에서 가장 큰 와규 농장인 블랙무어의 대표 데이비드 블랙모어는, 1988년에 텍사스주의 한 농장에서 와규를 처음 접하고 그 맛에 경악하였다. 데이비드는 이후 1993년에 미국으로부터 와규의 배아를 가져와서 다른 품종과 교배시켜 사업을 개시하였다. 2018년 기준으로, 8,000에이커 (약 3,200만 평방미터) 규모의 5개 농장에서 3,800마리의 와규를 키우고 있다.
오스트레일리아 와규협회는 제2위의 와규축산단체로, 순혈종과 교잡종 모두를 육성하여 국내외에 공급하고 있다. 수출 대상국에는 대만, 중국, 홍콩, 싱가포르, 인도네시아, 영국, 프랑스, 독일, 덴마크, 미국이 포함되어 있다. 오스트레일리아 서부의 마가렛 리버(Margaret River) 지역에서는 레드와인을 사료로 사용하기도 한다.

### 미국
미국에서 와규는 애버딘 앵거스와 교배되었다. 이 교잡종은 아메리칸 스타일 고베 비프라고 불린다. 와규는 2012년의 내셔널 웨스턴 스톡 쇼 (National Western Stock Show)에 처음으로 출마하면서 미국 시장에 진출하였다. 일본 와규의 피를 이어받은 순혈종을 키우고 있는 축산가도 있는데, 이 소들은 아메리칸 와규 협회(American Wagyu Association)가 관리하고 있다.

### 캐나다
1991년에 캐나다 와규 협회(Canadian Wagyu Association)가 설립되어 와규의 생산이 시작되었다. 캐나다에서 와규의 생산은 앨버타주, 온타리오주, 프린스에드워드아일랜드주에서만 이루어진다. 캐나다의 와규 제품은 미국, 오스트레일리아, 뉴질랜드, 하와이, 유럽으로 수출된다.

### 스코틀랜드
2011년에 하이랜드 와규(Highland Wagyu) 회사가 설립되었다. 이 하이랜드 와규는 스코틀랜드 던블레인에 있는 블랙포드 목장(Blackford Farms)에 본거지를 두고 있다. 이 회사는 기존의 250마리에다가 2013년 7월에 300마리의 와규를 추가하여 영국 최대의 순혈 와규 생산자가 되었는데, 스코틀랜드를 유럽의 와규 생산 중심지로 만들겠다는 목표를 내걸고 있다.

### 대만
2017년에 대만의 전 총통인 리덩후이가 양밍산 칭티엔강(陽明山擎天崗'에서 태평양전쟁 이전에 반입된 타지마우시(但馬牛)의 자손을 구입하여 그 혈통을 감정한 후, 대만 와규의 산업화를 목표로 육성사업을 시작하였다. 이후 번식에 성공하여 처음으로 태어난 송아지를 원흥우(源興牛)라고 이름 붙였다. 리덩후이와 그의 조수인 왕옌쥔(王燕軍), 그리고 일본의 학자인 나카무라 사토시(中村佐都志), 나가미네 요시타카(長嶺慶隆)가 공저한, '대만 와규'의 유전적 관계를 조사한 논문인  『SNP마커를 이용한 대만의 소 품종과 흑모화종 및 유럽 · 미국 소의 유전적 관계의 해석 (SNPマーカーを用いた台湾牛種と黒毛和種および欧米牛の遺伝的関係の解析)』 가 일본축산학회보(日本畜産学会報) 제89권 제1호에 게재되었다.

### 중국
2018년 7월에 와규의 수정란과 정액을 중화인민공화국으로 부정하게 반출하려 했다고 하여, 오사카부의 야키니쿠 식당 경영진들이 가축전염병예방법(家畜伝染病予防法) 위반 혐의로 2019년 3월에 경찰에 체포되었다. 도쿠시마현의 한 축산 농가가 이 경영자들에게 수정란을 제공한 것으로 여겨진다.

## 참고 문헌
- 後藤貴文「脂肪交雑の光と影」、広岡博之『ウシの科学』（シリーズ家畜の科学I）、朝倉書店、2013년.
- 中川透「和牛が食卓から消える!?」、『週刊朝日』2017年12月8日号。
- 並河鷹夫「遺伝学よりみた牛の家畜化と系統史」、『日本畜産学会報』第51巻第4号、1980년.
- 松川正「ウシ（肉牛）」、正田陽一・編『品種改良の世界史』家畜編、悠書館、2010년.